# Chikunia
Genre
Chikunia est un genre d'araignées aranéomorphes de la famille des Theridiidae.

## Distribution
Les espèces de ce genre se rencontrent en Asie.

## Liste des espèces
Selon World Spider Catalog (version 25.0, 06/02/2024) :
- Chikunia albipes (Saito, 1935)
- Chikunia bilde Smith, Agnarsson & Grinsted, 2019
- Chikunia nigra (O. Pickard-Cambridge, 1880)
- Chikunia subrapulum (Zhu, 1998)

## Systématique et taxinomie
Ce genre a été décrit par Yoshida en 2009 dans les Theridiidae.

## Étymologie
Ce genre est nommé en l'honneur de Yasunosuke Chikuni.

## Publication originale
- Yoshida, 2009 : « Three new genera and three new species of the family Theridiidae. » The Spiders of Japan with keys to the families and genera and illustrations of the species, Tokai University Press, Kanagawa, p. 71-74.